# Bo Bendsneyder
Bo Bendsneyder (Roterdão, 4 de março de 1999) é um motociclista neerlandês. Atualmente disputa a Moto2 pela equipe NTS RW Racing GP.
Iniciou sua carreira aos 6 anos de idade, participando de competições em seu país e também na Alemanha. Em 2012 e 2013, vence a Moriwaki Junior Cup (categoria para jovens pilotos holandeses)
Entre 2013 e 2015, competiu na Red Bull MotoGP Rookies Cup e no Campeonato Espanhol de Motovelocidade.

## MotoGP
Bendsneyder estreou na Moto3 (divisão menor da MotoGP) em 2016, pilotando uma KTM da equipe Red Bull KTM Ajo. Terminou o campeonato em 14° lugar, com 78 pontos e 2 pódios, que foram os únicos dele na categoria até hoje - Brad Binder, companheiro de equipe do holandês, foi o campeão da temporada. Em 2017, novamente na Red Bull KTM Ajo, ficou em 15° lugar na classificação.
Na temporada 2018, foi promovido à Moto2, assinando com a Tech 3 Racing. Conquistou apenas 2 pontos ao chegar em 14° no GP da Tailândia, ficando em 29° no Mundial de Pilotos, e ainda perdeu o GP da Austrália devido a uma fratura na perna sofrida na última volta do GP do Japão. Em Phillip Island, foi substituído por Bryan Staring.
Para 2019, fechou contrato com a NTS RW Racing GP, equipe de seu país natal.